# Nationaal park Los Glaciares
Nationaal park Los Glaciares is een nationaal park in Argentinië. Het park is gelegen in een gebied dat ook wel bekendstaat als de Austral Andes, in het zuidwesten van de provincie Santa Cruz en op de grens met Chili.
In het park vinden we bergen, meren, bossen en enorme gletsjers. In het westen ligt een deel van de Andes, bedolven onder sneeuw en ijs. De Patagonische steppe ligt in het oosten.
Het park dankt zijn naam aan het feit dat er zich verschillende gletsjers in dit gebied bevinden. Ongeveer 30% van dit park bestaat uit een ijsvlakte, de grootste buiten Antarctica en Groenland. Er zijn 47 grote gletsjers, waarvan er zich 13 oostwaarts bewegen. Daarnaast zijn er zo'n 200 kleine gletsjers.
De belangrijkste en bekendste gletsjers, relatief eenvoudig te bereiken vanuit El Calafate in Argentinië, zijn de:
- Perito Morenogletsjer ten zuiden van het Argentinomeer
- Upsalagletsjer ten noorden van het Argentinomeer
- Viedma gletsjer ten westen van het Viedmameer
- Onelli-gletsjer ten westen van het Argentinomeer
- Spegazzini gletsjer ten westen van het Argentinomeer

Het meeste smeltwater dat oostwaarts stroomt loopt uit in twee grote meren die zich in het park bevinden: het Argentinomeer in het zuiden (met 1560 km² het grootste meer van Argentinië) en het Viedmameer (1100 km²) in het noorden. Het water wordt afgevoerd door de Santa Cruz rivier naar het oosten
Het nationaal park telt enkele hoge bergen, waaronder de Fitzroy (3405 m), de Cerro Torre (3128 m), de Cerro Norte (2950 m), de Cerro Bertrand (3200 m), de Cerro Botadeos (3200 m) en de Cerro Cervantes (2389 m).
Het park werd in 1981 toegevoegd aan de Werelderfgoedlijst van de UNESCO.
- Gemeinsame Normdatei: 4804988-8
- Library of Congress Control Number: sh85098291
- Nationale Bibliotheek van Israël: 987007565501905171
- Virtual International Authority File: 241889816

Nationaal park Los Glaciares ·
Jezuïetenmissies van de Guaraní (San Ignacio Miní · Santa Ana · Nuestra Señora de Loreto · Santa María la Mayor) ·
Nationaal park Iguazú ·
Cueva de las Manos, Río Pinturas ·
Valdés-schiereiland ·
Natuurparken Ischigualasto en Talampaya · 
Jezuïetenkwartier en Estancias van Córdoba ·
Quebrada de Humahuaca ·
Qhapac Ñan, wegennetwerk van de Andes ·
Architecturaal werk van Le Corbusier (Maison du docteur Curutchet) ·
Nationaal park Los Alerces